# Marie-Antoinette de Bourbon-Siciles (1851-1938)
Pour les articles homonymes, voir Marie-Antoinette.
Ne doit pas être confondue avec Marie-Antoinette de Bourbon.
Titre
Épouse du prétendant au trône des Deux-Siciles
27 décembre 1894 – 26 mai 1934
(39 ans, 4 mois et 29 jours)
Marie-Antoinette de Bourbon-Siciles (née le 16 mars 1851 à Naples et décédée le 12 septembre 1938) à Fribourg-en-Brisgau, princesse des Deux-Siciles et comtesse de Caserte. Elle est l'épouse du prétendant au trône Alphonse de Bourbon-Siciles.

## Biographie
Elle est la fille de François de Paule de Bourbon-Siciles (benjamin des douze enfants de François 1er des Deux-Siciles et de sa seconde épouse Marie-Isabelle d'Espagne) et de sa nièce Marie-Isabelle de Habsbourg-Toscane (aînée des dix enfants de Léopold II et de sa seconde épouse Marie-Antoinette de Bourbon-Siciles). Elle épouse le 8 juin 1868 à Rome, Alphonse de Bourbon (1841-1934), prince royal des Deux-Siciles, comte de Caserte, fils de Ferdinand II (1810-1859), roi des Deux-Siciles et de Marie-Thérèse de Habsbourg-Lorraine-Teschen (1816-1867), princesse impériale et archiduchesse d'Autriche.
De cette union naîtront douze enfants, qui porteront le titre de courtoisie de prince ou princesse des Deux-Siciles :
- Ferdinand-Pie de Bourbon (1869-1960), duc de Calabre
- Charles de Bourbon (1870-1949), infant d'Espagne
- François de Paule de Bourbon (1873-1876)
- Marie-Immaculée de Bourbon (1874-1947)
- Marie-Christine de Bourbon (1877-1944)
- Marie-Pie de Bourbon (1878-1973)
- Marie-Josèphe de Bourbon (1880-1971)
- Janvier de Bourbon (1882-1944)
- Rénier de Bourbon (1883-1973), duc de Castro
- Philippe de Bourbon (1885-1949)
- François d'Assise de Bourbon (1888-1914)
- Gabriel de Bourbon (1897-1975)

## Titulature et décorations

### Titulature
- 16 mars 1851 — 8 juin 1868 : Son Altesse Royale Marie-Antoinette de Bourbon, princesse des Deux-Siciles
- 8 juin 1868 — 12 septembre 1938 : Son Altesse Royale la comtesse de Caserte

### Décorations dynastiques
Autriche-Hongrie
| Ordre de la Croix étoilée | Dame de l’ordre de la Croix étoilée |

 Royaume de Bavière
| Ordre de Sainte-Élisabeth | Dame de première classe de l’ordre de Sainte-Élisabeth |

 Royaume d'Espagne
| Ordre de la Reine Marie-Louise | Dame de l'ordre de la Reine Marie-Louise (28 mai 1868) |